# Pokret 26. srpnja
Pokret 26. srpnja (špa. Movimiento 26 de Julio),  skraćeno M-26-7, bio je kubanski revolucionarni pokret, koji je 1959. godine svrgnuo Fulgencija Batistu i uspostavio komunističku vladu na Kubi.
Pokret je osnovan 1955. godine u Meksiku, iako se njegov naziv odnosi na neuspješni napad na vojarnu u Santiagu, koji se odvio 26. srpnja 1953. godine. Djelovao je 1950-ih i 1960-ih godina, a vođa i osnivač bio je Fidel Castro.

## Povijest

### Osnivanje i svrgavanje Batiste
Naziv pokreta potječe od neuspjelog napada na vojarnu Moncadu u Santiagu, 26. srpnja 1953. godine. 
Nakon neuspjelog napada, pokret se reorganizirao u Meksiku tijekom 1955. godine, a predvodila su ga 82 revolucionara u egzilu, među kojima ističu braća Fidel i Raúl Castro, Camilo Cienfuegos, Huber Matos i Juan Almeida Bosque. Njihov je zadatak bio organizirati gerilsku vojsku, koja bi se borila protiv Batistine vlade. Dana 2. prosinca 1956., 82 osobe su isplovile iz Tuxpana u Meksiku na brodu Granma za Kubu, s ciljem organizirati revolucije. 
Revolucionarni pothvat je doživio težak poraz na samom početku – uplovili su tijekom dana i bili su napadnuti od strane ratnog zrakoplovstva, pretrpjevši teške gubitke. Revolucionari su razdvojeni te su lutali otokom danima s ogromnim nedostatkom opreme. Ubrzo ih je seoski vodič izdao vlastima te je došlo do zasjede u kojoj je ubijeno još revolucionara. U tom je trenutku Fulgencio Batista pogrešno objavio kako je Fidel Castro ubijen. Na kraju je od 82 osobe koje su doplovile na Kubu, samo njih 12 uspjelo doći do lanca Sierra Maestra, gdje su se regrupirali. Liječničku pomoć pružio im je Che Guevara, koji je studirao medicinu. Ovaj je događaj bio dio prve faze Kubanske revolucije, koja je zaključena 1. siječnja 1959. godine pobjedom Castrovih revolucionara.

### Djelovanje nakon revolucije
Nakon svrgavanja Batiste, pokretu se pridružuju liberali i protivnici Batiste koji nisu bili komunisti. Došlo je do ujedinjenja svih pokreta u Ujedinjenu stranku kubanske socijalističke revolucije, koja je 1965. godine postala Komunistička stranka Kube. Kada je postalo jasno da će Castro uvesti marksističko-lenjinistički sustav na Kubu, došlo je do pobune stranačkih disidenata i Sjedinjenih Država. 
U travnju 1961. godine, Središnja obavještajna agencija (CIA) neuspješno je organizirala invaziju u Zaljevu svinja s ciljem svrgnuti Fidela Castra. Iako je pokret formalno dokinut, njegova zastava se i danas nalazi na kubanskim vojnim uniformama i nastavlja biti simbolom kubanske revolucije.

## Vanjske poveznice
- 26th of July Movement, Encyclopædia Britannica (engl.)